# 판타나우고양이
판타나우고양이(Leopardus braccatus)는 열대 남아메리카에 서식하는 작은 고양이과 동물이다. 이름은 남아메리카의 판타나우 습지에서 유래했지만, 주로 초원과 관목 지대, 사바나 지역 그리고 탈락성 숲에서 발견된다. 전통적으로 더 큰 종인 콜로콜로(L. colocolo)의 아종으로 간주해 왔지만, 주로 모피 색과 패턴 그리고 두개골 구조와 크기에 의해 다른 종으로 구분하고 있다. 이와 같은 분리는 유전학 연구를 통해서는 지지되지 않고 있으며, 그렇기 때문에 일부 저자들은 콜로콜로의 아종 상태를 유지하고 있으나, 일부는 별도의 종처럼 간주하며, 유전학 연구의 유효성은 의문시되고 있다.